# 凱施餅店

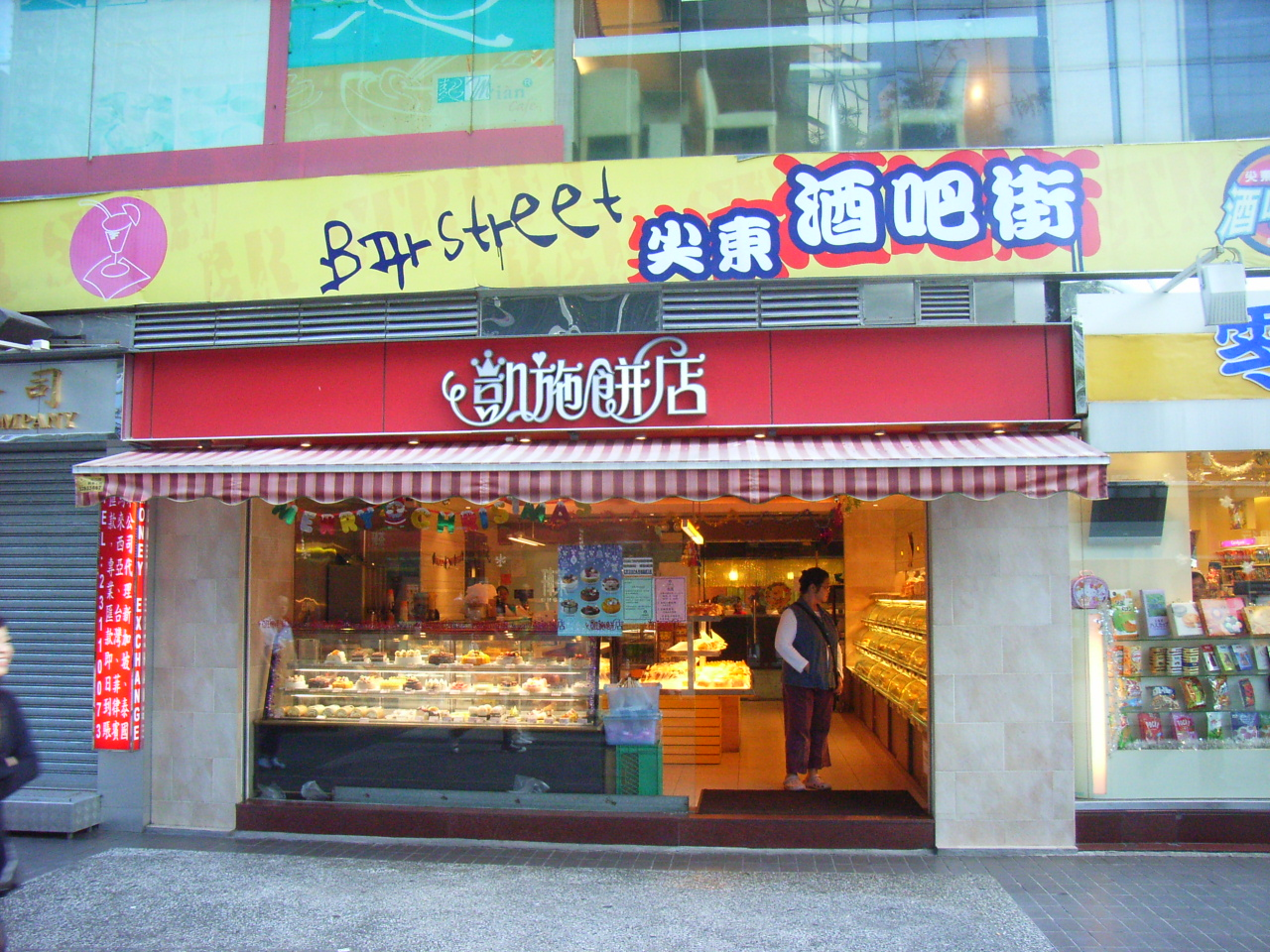
尖東新文華中心分店

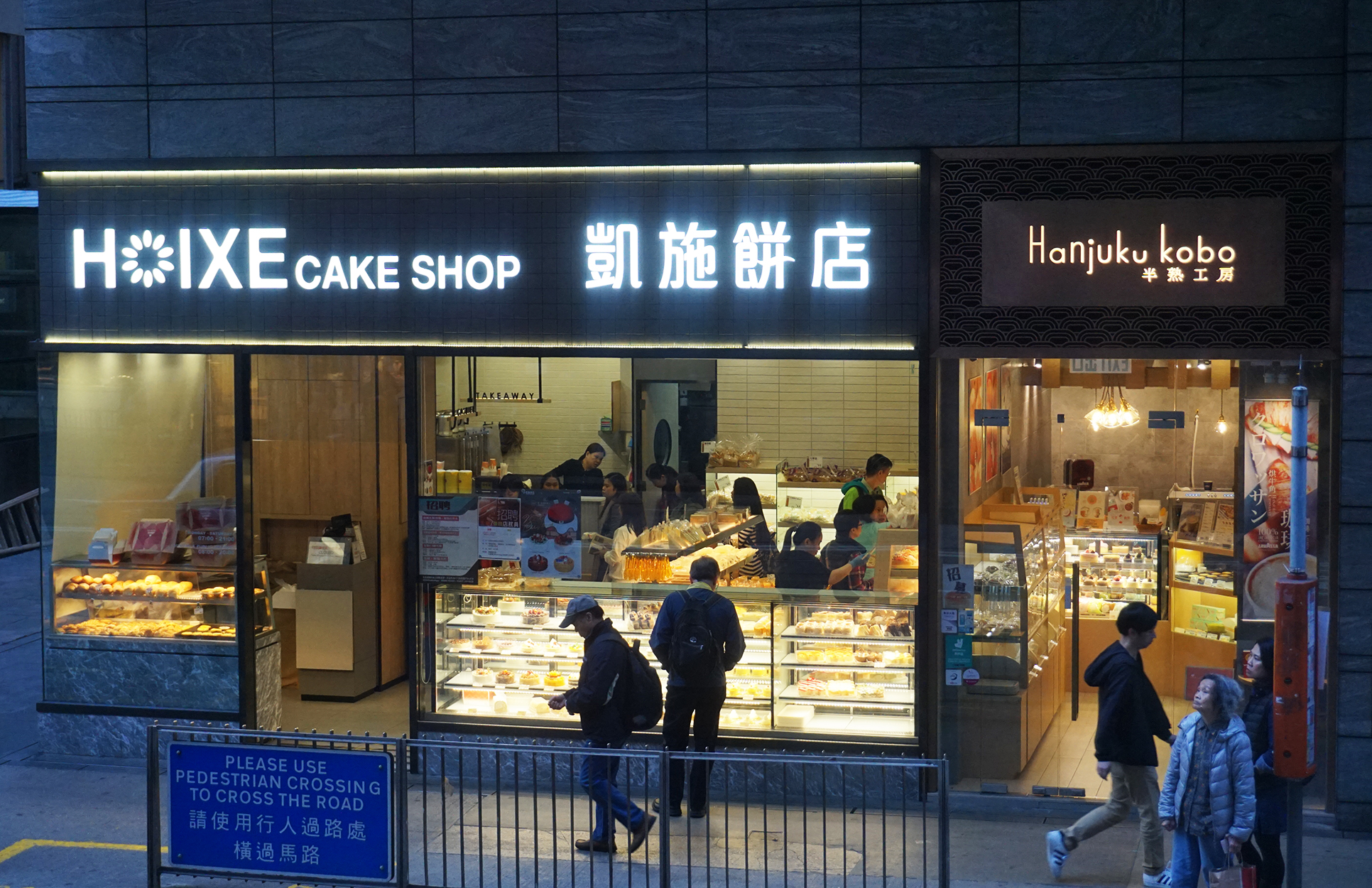
中環凱施餅店及半熟工房，左方的凱施分店並非採用傳統商標

凱施餅店（Hoixe Cake Shop）原為凱施餐廳，於1980年成立，由蕭偉堅和其兄弟姊妹經營，1990年轉型餅店經營，慢慢發展成一家連鎖式經營的麵包餅店，以生產、製造、分銷麵包及西餅為主，產品包括豬仔包、 牛角包、雞尾包、咖哩角、黑森林、生日蛋糕等。蕭偉堅的兒子蕭霆峰為第二代接班人，凱施餅店至2013年共50多間分店，當時餅店的業務亦為穩健，但蕭偉堅夫婦在2014年起不斷借貸以高槓桿投資地產，包括收購與餅店本身業務無關的舊樓及工廈物業，凱施在樓市轉勢後出現資不抵債，現金流開始難以供樓、支付鋪租及償還貸款，其子蕭霆峰也投資失利，凱施債台高築，債務高達10億港元，至2022年拖欠員工薪資及強積金，並有多間分店被業主追討欠租，蕭氏夫婦亦因向財務公司借貸1000萬港元時訛稱用作抵押的物業未有被二按，涉嫌詐騙被捕，凱施在2024年被法庭頒令清盤，同年蕭偉堅因未能償還欠貸被法庭頒令破產。

## 旗下品牌
- 半熟工房（創立於2015年3月，由蕭偉堅兒子蕭霆峰經營。）[4]
- 麵包秀（以售賣台式麵包做主打。）

## 星級代言人
2016年5月，由龔嘉欣擔任首位代言人。

## 曾經持有的物業
- 觀塘偉業街155至159號號建邦工業大廈全幢和南華工業大廈約88.9%業權，地盤面積合共約17,280方呎
- 旺角花園街45至47號地下及閣樓B鋪，地鋪及閣樓各1100及900方呎
- 尖沙嘴漢口道53號地鋪，面積約1000方呎，2022年11月25日以約6500萬元出售
- 大圍金禧花園地下9號舖，面積約1,349平方呎，2022年10月下旬以約8900萬元出售
- 筲箕灣筲箕灣道388至414號逢源大廈，建築面積約800方呎，2022年8月以約3050萬元出售

合共23個鋪位，8個住宅、2幢全幢舊樓、觀塘2幢相連的工廈、1個地廠及2個車位，合共30多項物業，市值合共22.029億。

## 拖欠員工供款
2022年10月5日，無線節目《東張西望》報導公司拖欠員工薪金，由兩星期到兩個月不等。報導雖然沒有提及涉事餅店的名稱，但清楚可見是凱施餅店，令人擔心出現結業危機。積金局調查資料顯示公司在8月份拖欠的強積金供款約76萬元，涉及逾580名員工。而酒店及餐飲從業員協會發言人表示該餅店約兩成員工未能準時出糧。

## 被入稟呈請清盤
2023年1月20日，凱施食品有限公司遭到地產商恒隆地產入稟呈請清盤，聆訊排期於3月29日舉行。而目前公司捲入多宗官司，當中包括被指欠租，遭業主入稟追討及要求交吉。公司董事及股東蕭偉堅和元雪全夫婦，在2023年初被警方以涉嫌詐騙拘捕，指他們向財務公司訛稱4個物業只曾按揭一次，成功獲按揭貸款1000萬元。
2023年7月，凱施餅店已經有30間分店被入稟追討欠租及要求交吉，當中包括東亞銀行有限公司和滙中興業有限公司。同年7月，經營公司及其老闆蕭偉堅夫婦遭灃生環球財務投資有限公司入稟高等法院，追討貸款本金連利息共逾3470萬元。財務公司要求蕭氏夫婦和3名按揭人清還欠款，及把抵押的6個物業交吉。

## 高院頒令清盤
2024年1月29日，法官庭上指，凱拖欠領展和另一債權人，分別約1020萬和100萬元。就凱拖稱收到600萬元的支票，法官指領展已考慮此因素，決定不同意把案件再押後，同時亦考慮凱施未有依期支付該170萬元，其潛在投資計劃亦欠進展，因此頒下清盤令。

## 資料來源
1. ↑  . 東周刊.   [2025-06-30].
2. 1 2  .   [2025-07-02].
3. ↑  . 東周刊.   [2025-06-30].
4. ↑  . 新假期. 2022-10-05  [2022-10-05].
5. ↑  . 頭條日報. 2022-10-05  [2022-10-05].
6. ↑  . 明報. 2023-01-26  [2023-01-26]. （原始内容存档于2023-01-28）.
7. ↑  . 明報. 2023-07-12  [2023-07-12]. （原始内容存档于2023-07-14）.
8. ↑  . 明報. 2023-07-25  [2023-07-26]. （原始内容存档于2023-07-26）.
9. ↑  朱棨新. . 香港01. 2024-01-29  [2024-01-29]. （原始内容存档于2024-01-29） （中文（香港））.

## 外部連結
- 官方網頁（页面存档备份，存于）
- 官方Facebook （页面存档备份，存于）
- 開飯網